# 手稲本町
手稲本町（ていねほんちょう）は、北海道札幌市手稲区にある地区である。
北海道旅客鉄道（JR北海道）函館本線以南の地域で、南西から北東に軽川が貫流し、北西から南東に国道5号と札樽自動車道が走る。

## 歴史
古くは川の名前にちなんで軽川（がるがわ）と呼ばれた地域である。和人が入植を始めた時期については記録がないので明らかではないが、1871年（明治4年）には東隣の富丘に開拓使がサンタロペツ通行屋を設け、また西隣の稲穂に4 - 5戸の居住者がいたので、軽川地区もその前後に開け始めたと思われる。
サンタロペツから西方に通じる軽川街道は当時の道央にとっての西の玄関口であり、市街地はこの沿線に形成されていった。小樽港を起点とする物資の供給は陸路によるほかなく、札幌や石狩に向かううえで必ず通過する地点である軽川は、交通の要衝だったのである。
1882年（明治15年）に手稲村大字三村制が敷かれると軽川は下手稲村の中心地となり、1897年（明治30年）ころには戸数が40を越えるまでに至った。
軽川街道はやがて国道5号の一部となり、1940年（昭和15年）により南側を走る直線の新道へと国道がルート変更された後も、沿線に住む人々は「旧国道」と呼んでいた。
1951年（昭和26年）に手稲村が手稲町に昇格するとともに、軽川の地名は廃されて「手稲本町」と改称された。翌1952年（昭和27年）には、軽川駅も「手稲駅」へと変わっている。

## 住所
| 町丁                    | 郵便番号 |
| ----------------------- | -------- |
| 手稲本町1条1丁目～4丁目 | 006-0021 |
| 手稲本町2条1丁目～5丁目 | 006-0022 |
| 手稲本町3条1丁目～4丁目 | 006-0023 |
| 手稲本町4条1丁目～4丁目 | 006-0024 |
| 手稲本町5条1丁目～4丁目 | 006-0025 |
| 手稲本町6条3丁目、4丁目 | 006-0026 |
| 手稲本町（番地）        | 006-0029 |

## 交通

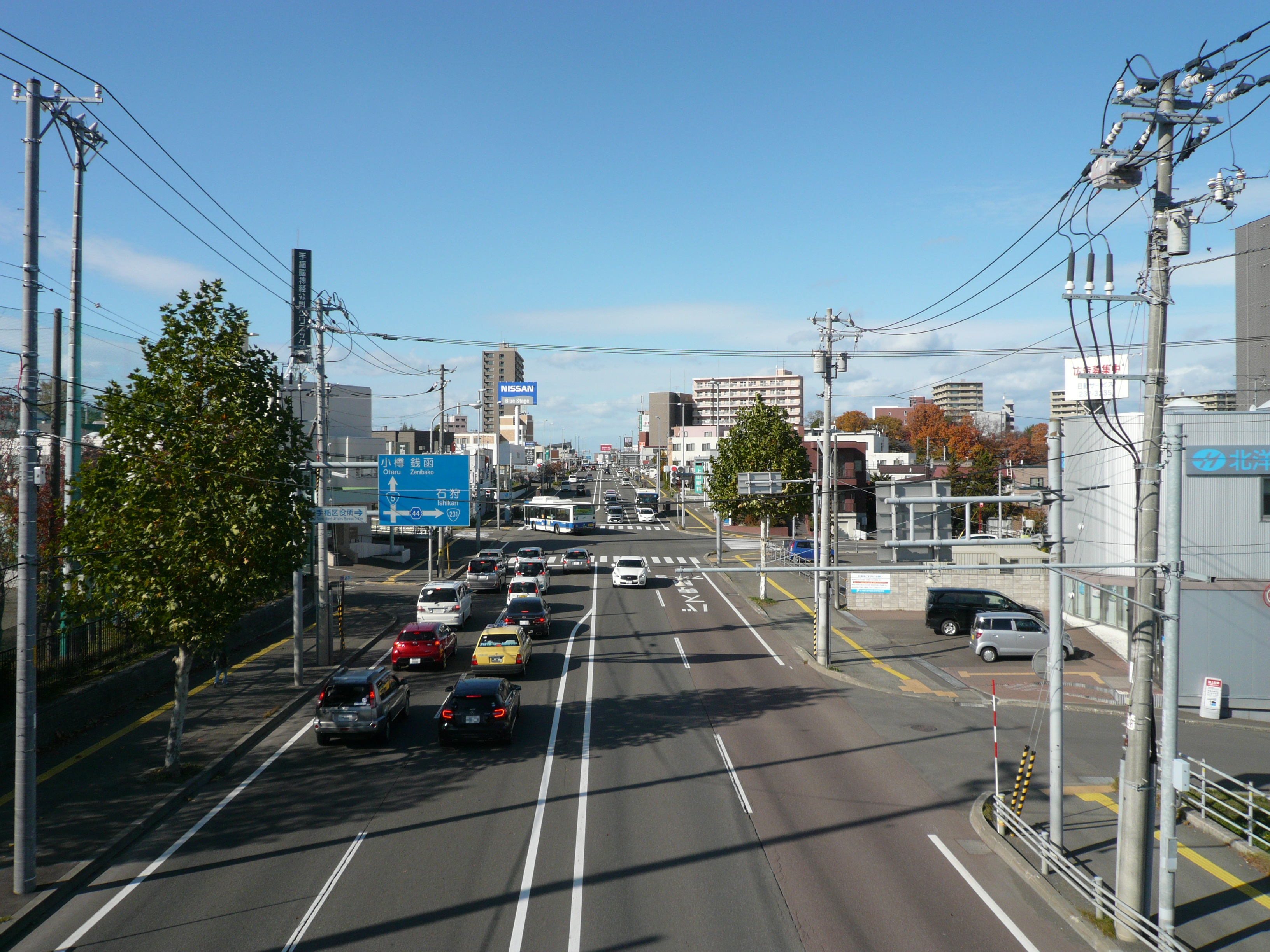
北5条手稲通（2019年11月）

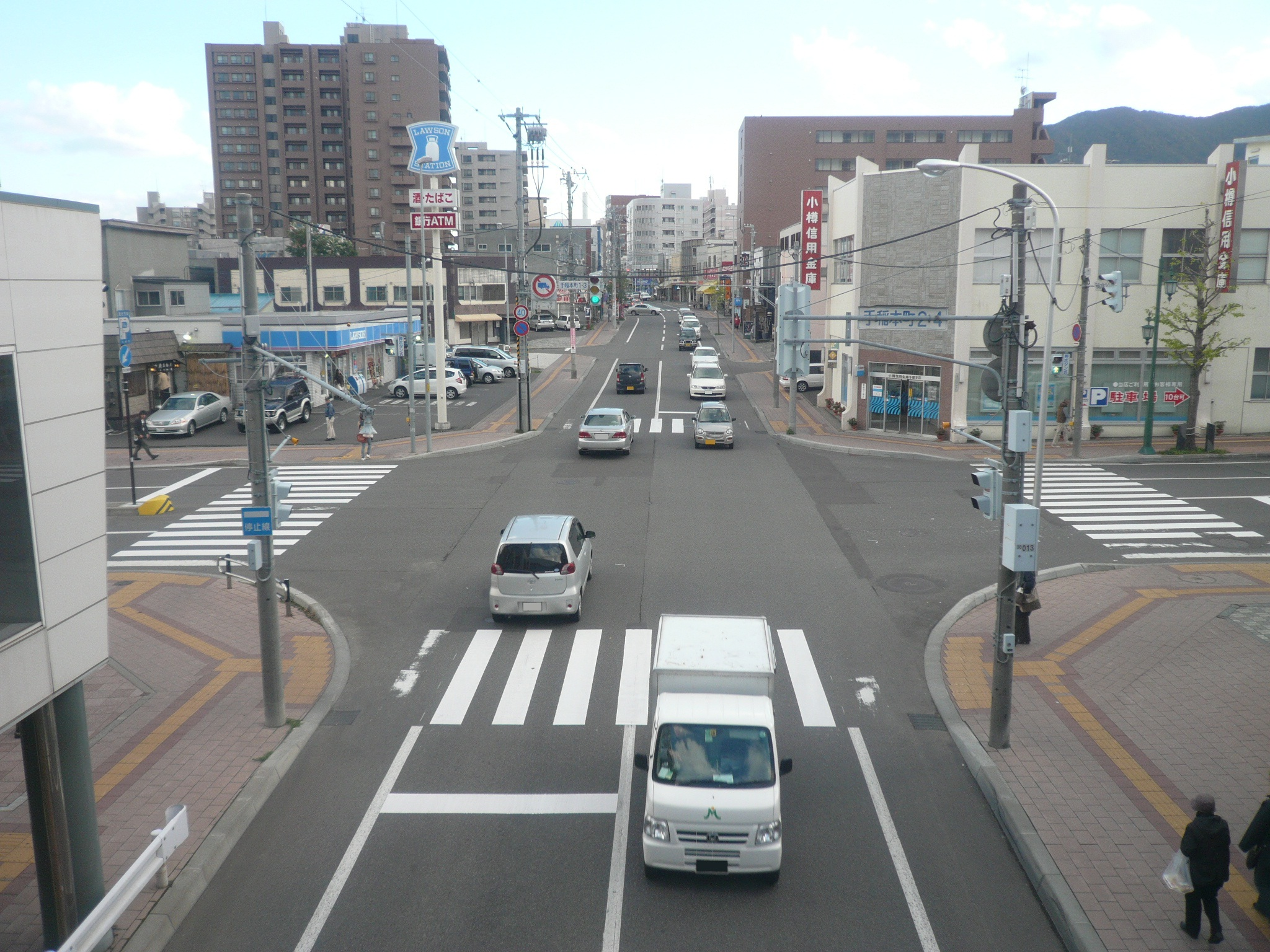
二十四軒手稲通（2012年10月）

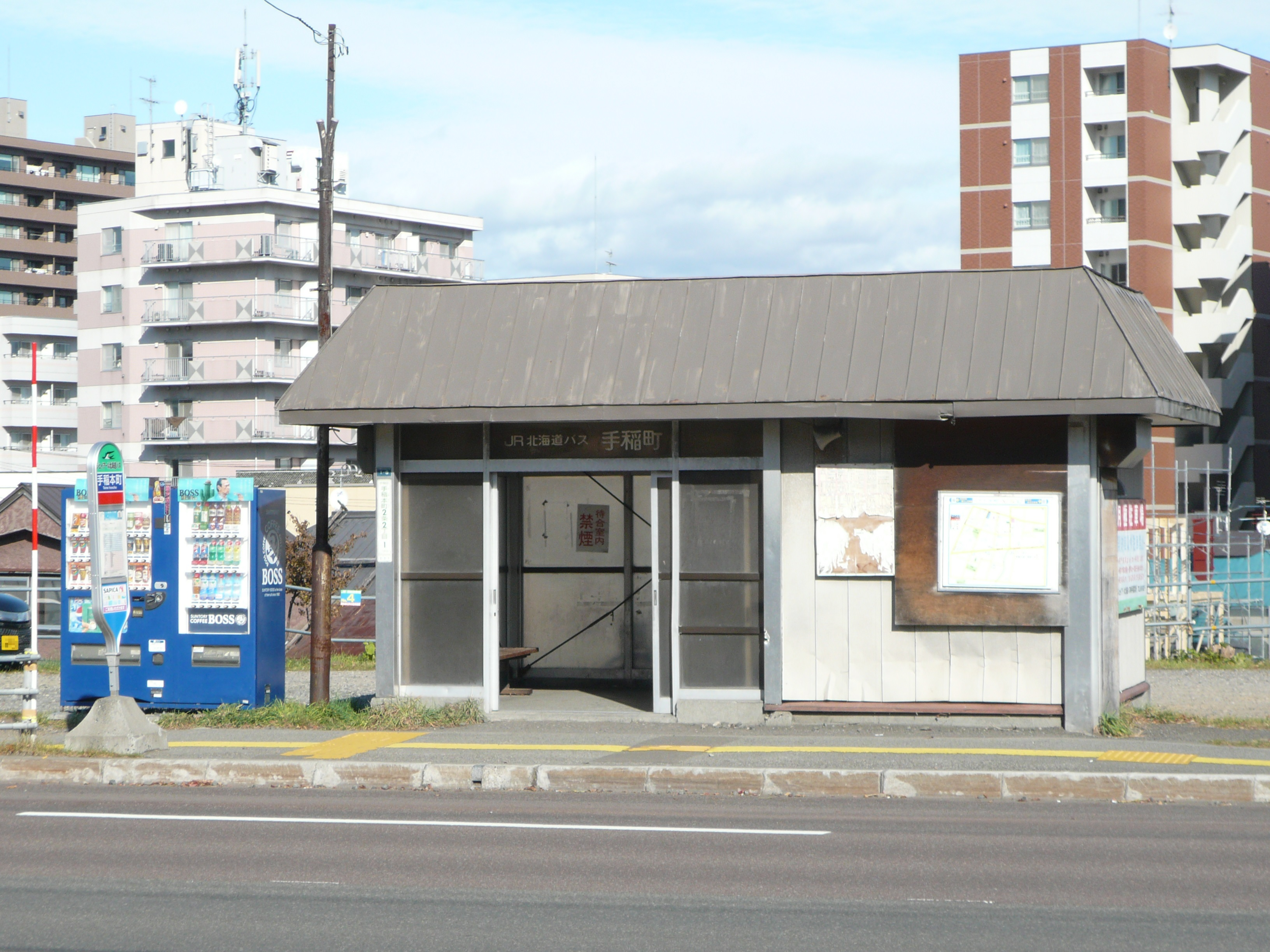
手稲本町停留所（2019年11月）

### 鉄道
- JR北海道 函館本線 手稲駅

### 道路
- 二十四軒手稲通（軽川街道）：地区中心部を南北に走る。旧国道。
- 北5条手稲通（国道5号）：地区南側を南北に走る。
- 石狩手稲通（北海道道44号石狩手稲線）：地区中心部を東西に走る。
- 曙通：曙との境界。

ジェイ・アール北海道バスがバス路線（札樽線）を開設している。北5条手稲通上の「手稲本町停留所」はかつて「手稲町駅」（自動車駅）として設置されていた。

## 施設

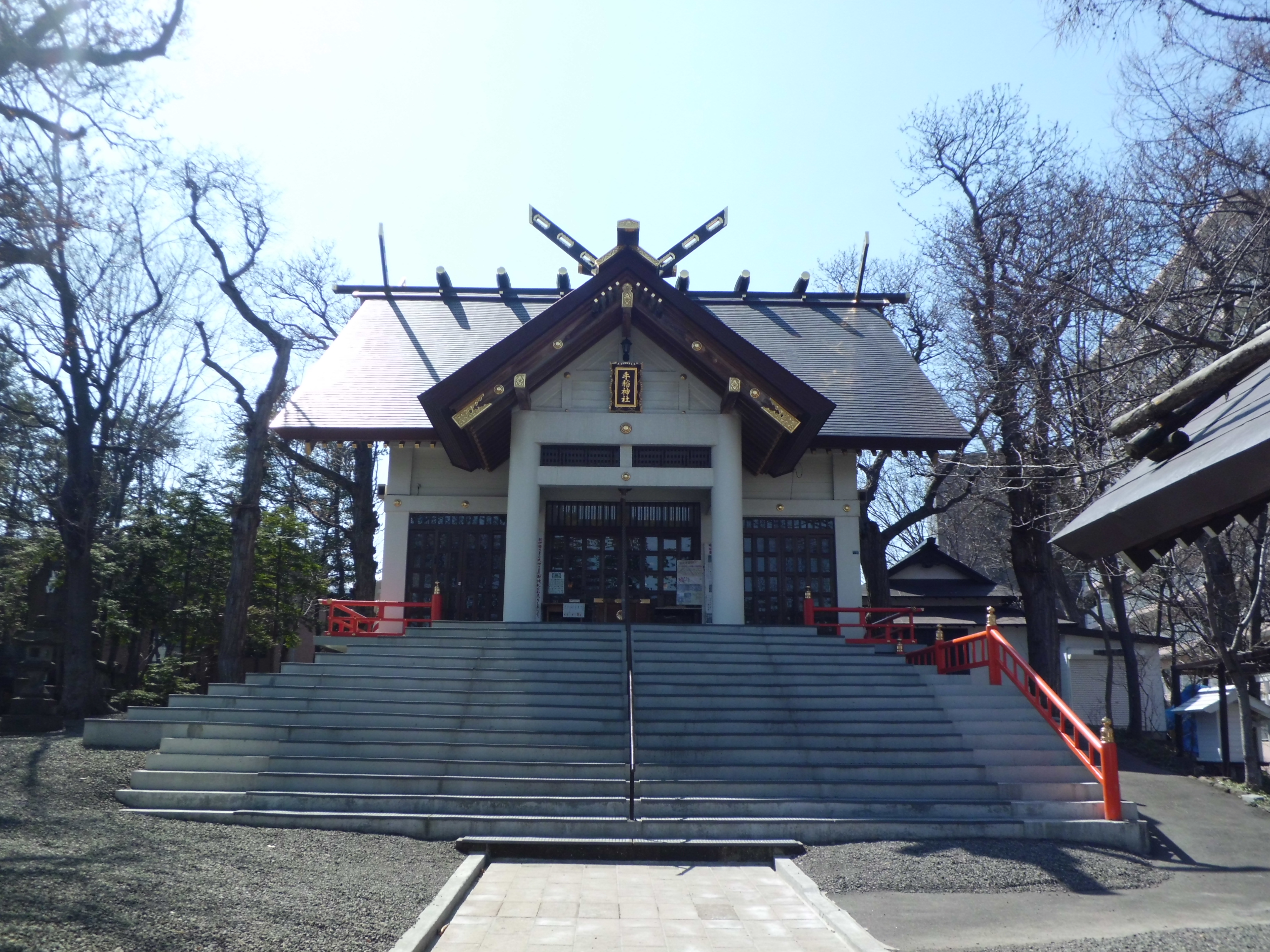
手稲神社（2015年4月）

- 手稲駅前ビル（手稲ステーションホテル）（手稲本町1-4）
- キテネビル（手稲本町2-4）
- 手稲駅前プラザ南ビル（手稲本町1-3）
- 北海道信用金庫手稲駅前支店[注 1]（手稲本町2-3）
- 北央信用組合手稲支店（手稲本町1-3）
- 北海道札幌稲雲高等学校（手稲本町6-4）
- 札幌市立手稲中央小学校（手稲本町3-2）
- 札幌市手稲消防署（手稲本町2-5）
- 手稲神社（手稲本町2-3）
- 札幌市手稲墓地（手稲本町4-4）
- サッポロテイネ（手稲本町593）
- サッポロスターライトドーム（手稲本町2-4）

このほか、手稲山登山道北尾根ルートの入口がある。